# Ogmoderidius nebulosus
Ogmoderidius nebulosus là một loài bọ cánh cứng trong họ Cerambycidae.